# محطة حسان

تعديل مصدري - تعديل

محطة حسان هي إحدى قرى عزلة زنجبار بمديرية زنجبار التابعة لمحافظة أبين، بلغ تعداد سكانها 88 نسمة حسب تعداد اليمن لعام 2004.